# Crydamoure
Crydamoure ist ein French House-Plattenlabel aus Frankreich. Es wurde 1997 von Guy-Manuel de Homem-Christo, Mitglied bei Daft Punk, und Eric “Rico” Chedeville gegründet. Überwiegend wurden 12"-Schallplatten als Tonträger genutzt. Le Knight Club und Archigram sind die wichtigsten Produzenten die auf Crydamoure veröffentlichten. Seit 2003 gab es kein weiteres Release von diesem Label.

## Diskografie

### Singles (Vinyl)
| CAT-Nr.   | Titelname                                                         | Jahr |
| --------- | ----------------------------------------------------------------- | ---- |
| CRYDA 001 | Le Knight Club – Santa Claus / Holiday on Ice                     | 1997 |
| CRYDA 002 | Paul Johnson & Le Knight Club – White Winds / Santa Claus (Remix) | 1998 |
| CRYDA 003 | Le Knight Club – Troobadoor / Mirage                              | 1998 |
| CRYDA 004 | Le Knight Club vs. DJ Sneak – Intergalactik Disko                 | 1998 |
| CRYDA 005 | Le Knight Club – Boogie Shell                                     | 1999 |
| CRYDA 006 | The Buffalo Bunch – T.I.T.T.S. / Music Box                        | 1999 |
| CRYDA 007 | Le Knight Club – Hysteria                                         | 1999 |
| CRYDA 008 | Raw Man – Lovers                                                  | 1999 |
| CRYDA 009 | Deelat – United Tastes of Deelat                                  | 1999 |
| CRYDA 010 | Play Paul – Spaced Out / Holy Ghostz                              | 2000 |
| CRYDA 011 | The Eternals – Wrath of Zeus                                      | 2000 |
| CRYDA 012 | Sedat – The Turkish Avenger                                       | 2000 |
| CRYDA 013 | Le Knight Club – Gator / Chérie D’Amoure                          | 2001 |
| CRYDA 014 | Archigram – Mad Joe                                               | 2001 |
| CRYDA 015 | Le Knight Club – Soul Bells                                       | 2002 |
| CRYDA 016 | Le Knight Club – Nymphae Song / Rhumba                            | 2002 |
| CRYDA 017 | Archigram – Carnaval                                              | 2002 |
| CRYDA 018 | Crydajam – If You Give Me the Love I Want / Playground / Loaded   | 2002 |
| CRYDA 019 | Archigram – Doggystyle                                            | 2003 |

### Singles & Mixe (CD)
| CAT-Nr.     | Titelname                                                               | Jahr |
| ----------- | ----------------------------------------------------------------------- | ---- |
| CRYDA CD001 | Crydamoure Presents Waves (Label-Kompilation gemixt von Le Knight Club) | 2000 |
| CRYDA CD002 | Crydamoure Presents Waves II (Label-Kompilation gemixt von Archigram)   | 2003 |
| CRYDA CD010 | Play Paul – Spaced Out                                                  | 2001 |
| CRYDA CD011 | The Eternals – Wrath of Zeus                                            | 2001 |
| CRYDA CD012 | Sedat – The Turkish Avenger                                             | 2001 |